# Łucka (gmina)
Łucka (lub Łuck) – dawna gmina wiejska istniejąca do 1954 roku w woj. lubelskim. Siedzibą władz gminy była początkowo Łucka, a następnie miasto Lubartów.
W okresie powojennym gmina należała  do powiatu lubartowskiego w woj. lubelskim. Według stanu z dnia 1 lipca 1952 roku gmina składała się z 17 gromad.
Gmina została zniesiona 29 września 1954 roku wraz z reformą wprowadzającą gromady w miejsce gmin. Jednostki nie przywrócono 1 stycznia 1973 roku po reaktywowaniu gmin.